# سیاست سری لانکا
سری لانکا یک جمهوری دموکراتیک نیابتی نیمه ریاستیاست که به موجب آن رئیس‌جمهور سریلانکا هم رئیس کشور و هم رئیس دولت است و بر یک سیستم چند حزبی متکی است. قدرت اجرایی توسط رئیس‌جمهور به توصیه نخست‌وزیر و کابینه وزیران اعمال می‌شود. قوه مقننه به مجلس محول شده‌است. دهه‌ها، نظام حزبی سری لانکا در سلطه حزب سوسیالیست آزادی سریلانکا و حزب محافظه کار متحد ملی بود. قوه قضائیه مستقل از قوه مجریه و مقننه است. سیاست سریلانکا منعکس کننده تفاوت‌های تاریخی و سیاسی بین سه گروه قومی اصلی، اکثریت سینهالی و اقلیت‌های تامیل و مسلمان است که در شمال و شرق جزیره متمرکز شده‌اند.
واحد اطلاعات اکونومیست سری لانکا را در سال ۲۰۱۹ به عنوان یک دمکراسی ناقص درجه‌بندی کرده‌است.